# Compagnie indépendante parachutiste de Gurkha
La Compagnie indépendante parachutiste de Gurkha ou Gurkha Independent Parachute Company était une unité de la Brigade britannique des Gurkhas. Elle exista de 1963 à 1968. 

## Formation
Cette unité a été formée de volontaires des huit régiments et unités de la Brigade de Gurkhas le 1er janvier 1963, avec comme rôle initial de saisir les aéroports. Elle faisait partie de la 17e Division de Gurkha et comptait 128 hommes tous grades confondus. La formation parachutiste eut lieu en Malaisie, avec une sélection effectuée à Johore Bahru sous la direction du capitaine Bruce Niven du 10e Princess Mary's Own Gurkha Rifles. 

## Opérations
Sous le commandement du major Peter Quantrill, 6e Régiment de fusiliers Gurkha de la reine Elizabeth, la compagnie était initialement employée dans un rôle d'infanterie. La compagnie fut déployée au Sarawak et divisée en groupes de deux ou trois avec pour mission de former et de diriger les Border Scouts (qui étaient composés d'Iban). Ce ne fut pas considéré comme une réussite, en raison des insuffisances des Ibans et le moral en souffrit en conséquence. Après une débâcle au kampong de Long Jawi, les Border Scouts furent désarmés et limités à un rôle de collecte d'informations, ce qui libéra la compagnie pour d'autres missions. C'est à cette époque que le major LM 'Phil' Phillips, du 10e Princess Mary's Own Gurkha Rifles prit le commandement. 
La compagnie était concentrée à Kuching et opérait dans le rôle de «pompiers», se déplaçant là où il était nécessaire dans un court délai. Elle mena un certain nombre de ces opérations à l'appui de la 3e Brigade de commandos dans la région de Lundu. 

## Changement de rôle
En 1964, la compagnie retourna sur le continent et fut basée à l'école de guerre de jungle de Kota Tinggi à Johore Bahru. Peu de temps après le major Phillips fut informé par le directeur des opérations de Bornéo que la compagnie devait revenir sur l'île afin d'y exercer les fonctions de SAS. Le lieutenant-colonel John Woodhouse, commandant de 22 SAS, aida le major Phillips à planifier la changement de mission. La Compagnie fut réorganisée, passant de trois pelotons à 16 patrouilles de cinq hommes (un chef de patrouille, un infirmier, deux sapeurs d'assaut et un transmetteur). L'adoption d'une organisation en patrouilles de cinq hommes s'expliquait par le fait que la mission principale de la compagnie était toujours la saisie d'aérodromes et sa force de 128 hommes de tous grades était basée sur ce rôle. 
La compagnie suivit une courte période de formation, assistée de 2 membres de 22 SAS. Les transmetteurs furent fournis par le Queen's Gurkha Signals et les infirmiers de patrouille furent formés à l'hôpital militaire britannique de Singapour. 

## Deuxième séjour
En août 1964, l'entraînement était terminé et la tentative d'invasion du territoire par les troupes indonésiennes fut l'occasion d'un engagement de la compagnie. En octobre 1964, la compagnie retourna à Bornéo, où elle remplaça la 1st (Guard) Independent Company à Sibu. Au cours des 6 mois suivants, la compagnie a patrouillé sans relâche. Les patrouilles alternaient pour leur permettre de se reposer et de récupérer à la base de la compagnie. Il n'y a eu aucun contact avec l'ennemi, bien qu'un certain nombre d'incursions non autorisées à travers la frontière indonésienne furent effectuées. 
En avril 1965, la Compagnie retourna sur le continent, dans une nouvelle base à Kluang. Le major John Cross prit le commandement et la compagnie passa les cinq mois suivants à se recycler et à recruter de nouveaux membres. En septembre, la compagnie  retourna à Bornéo pour participer à l'opération Claret, une série d'opérations transfrontalières. 
En juin 1966, la compagnie était officiellement affiliée au Parachute Regiment et ses membres portaient le béret marron et l'insigne du régiment, ce dernier porté sur un support vert fusiliers aux couleurs de la Brigade of Gurkhas. 

## La fin
En 1968, la compagnie fut de nouveau réorganisée comme une compagnie de fusiliers traditionnelle et revint à sa mission de saisie d'aérodromes. Elle fut basée une fois de plus à Kota Tinggi, où elle faisait office d'unité de démonstration. En 1971, la Brigade de Gurkhas déménagea à Hong Kong, où il n'y avait pas de mission pour une unité aéroportée. Par conséquent, le 31 octobre, la Gurkha Independent Parachute Company fut dissoute. 

## Service actif
Bornéo oct 1964-avril 1965, sept 1965-avril 1966. 